# Sune Enoksson
Sune Gunnar Daniel Enoksson, född 9 januari 1934 i Södra Sandnäset i Tärna församling i Lappland, är en svensk samekonstnär, konsthantverkare och slöjdlärare.
Enoksson studerade vid Samernas folkhögskola i Jokkmokk samt vid Nääs slöjdseminarium 1958. Han var därefter verksam som slöjdlärare i Jokkmokk och Kiruna fram till 1997. Han tilldelades Västerbottens läns landstings kulturstipendium 1964, Storumans kommuns kulturstipendium, statligt resestipendium och statligt arbetsstipendium tre gånger. Som konstnär har han medverkat i ett flertal sameutställningar i Sverige och ett flertal internationella utställningar. Enoksson är representerad vid Västerbottens museum, Ájtte och Norrbottens museum.